# Малоросиянов, Даниил Игоревич
Даниил Игоревич Малоросиянов (род. 8 сентября 2005, Санкт-Петербург) — российский хоккеист, защитник.

## Биография
Начинал заниматься хоккеем в Санкт-Петербурге в школах «Серебряные Львы» (до 2015), «Олимпийские надежды» (2015—2017), СКА (2017—2020). После года, проведённого в московской «Руси», перешёл в подольский «Витязь». С сезона 2022/23 — игрок команды МХЛ «Русские витязи». В феврале 2024 года дебютировал в КХЛ, проведя два матча. В конце февраля был командирован в клуб НМХЛ «Юнисон-Москва», обладатель Кубка регионов 2024.